# Athlon 64 X2
Dvojezgrena verzija AMD-ovih Athlon 64 procesora, započinju s prodajom 2003. godine
Athlon 64 X2 je prvi dvo-jezgreni desktop CPU proizveden od AMD-a. To je u osnovi procesor koji sadrži dvije Athlon 64 jezgre skupljene zajedno s dodatnim kontrolnim izvodom. Jezgre dijele jednu dvo-kanalsku memorijsku karticu, one su bazirane na E-koračući model model od Athlon 64 i, prema modelu, imaju ili 512 ili 1024 KiB od L2 Cache za jezgru. Procesor Athlon 64 X2 je osposobljen za dekodiranje SSE3 instrukcija (osim onih nekoliko specifičnih za Intel'ovu archikteturu), tako može pokrenuti i koristiti iz softvera optimiziranih da budu prethodno podržani samo od by Intelovih čipova. Ovo poboljšanje nije jedinstveno za X2, i također je raspoloživo za Venice i San Diego jedno jezgreni Athlon 64s.
U srpnju 2007, AMD objavljuje slabo-voltažni variajante od njihovih slabo-završnih 65 nm Athlon 64 X2, nazvanih "Athlon X2". Athlon X2 procesori imaju mogućnost oslabiti TDP od 45 W.